# Ga Sillim
Ga Sillim (Tiếng Hàn: 신림역, Hanja: 新林驛) là một ga trên Tàu điện ngầm Seoul tuyến số 2 và Tuyến Sillim ở Sillim-dong, Gwanak-gu, Seoul.

## Lịch sử
- 30 tháng 6 năm 1983: Tên ga được quyết định là Ga Sillim (Dong)[3]
- 22 tháng 5 năm 1984: Bắt đầu khai thác Tàu điện ngầm Seoul tuyến 2 đoạn Đại học Quốc gia Seoul ~  Euljiro 1(il)-ga
- Tháng 2 năm 2019 ~ cuối tháng 4 năm 2019: Thay thế của chắn sân ga bị xuống cấp.
- 28 tháng 5 năm 2022: Trở thành ga trung chuyển với việc khai trương Tuyến Sillim.

## Bố trí ga

### Tuyến số 2 (B2F)
| Bongcheon ↑              |
| Vòng trong Vòng ngoài \| |
| ↓ Sindaebang             |

| Vòng ngoài | ●Tuyến 2 | ← Hướng đi Sadang · Gangnam · Jamsil             |
| Vòng trong | ●Tuyến 2 | → Hướng đi Sindorim · Đại học Hongik · Sinchon → |

### Tuyến Sillim (B3F)
| Danggok ↑  |
| S/B N/B \| |
| ↓ Seowon   |

| Hướng Bắc | ● Tuyến Sillim | ← Hướng đi Boramae · Daebang · Saetgang |
| Hướng Nam | ● Tuyến Sillim | → Hướng đi Seowon · Gwanaksan →         |

## Xung quanh nhà ga
| Lối ra \| 나가는 곳 \| Exit \| 出口 | Lối ra \| 나가는 곳 \| Exit \| 出口                                                                                                |
| ----------------------------------- | --- |
| 1                                   | Khu vực Sillim Bệnh viện H Plus Yangji                                                                                             |
| 2                                   | Hướng đi Times Stream, Trung tâm cộng đồng Seowon-dong                                                                             |
| 3                                   | Hướng đi Chợ Shinwon, Đại học Quốc gia Seoul                                                                                       |
| 4                                   | Trường trung học cơ sở Namseoul Trường trung học cơ sở và trung học Seongbo Trung tâm cộng đồng Shinwon-dong Văn phòng thuế Gwanak |
| 5                                   | Hướng đi Nangok |
| 6                                   | Phố Sillim-dong Starlight Trung tâm cộng đồng Sillim-dong, Bệnh viện Seoul Boramae                                                 |
| 7                                   | Hướng tới Trung tâm Đào tạo Thanh thiếu niên Thành phố Boramae                                                                     |
| 8                                   | Bưu điện Gwanak Trung tâm cộng đồng Boramae-dong                                                                                   |

## Thay đổi hành khách
| Năm | Số lượng hành khách (người) | Số lượng hành khách (người) | Tổng cộng | Số hành khách chuyển tuyến | Ghi chú |
| Năm |                             |                             | Tổng cộng | ↔                          | Ghi chú |
| --- | --------------------------- | --------------------------- | --------- | -------------------------- | ------- |
| 1994 | 146,066                     |                             |           |                            |         |
| 1995 | 138,875                     |                             |           |                            |         |
| 1996 | 128,461                     |                             |           |                            |         |
| 1997 | 118,499                     |                             |           |                            |         |
| 1998 | 115,138                     |                             |           |                            |         |
| 1999 | —                           |                             |           |                            |         |
| 2000 | 123,312                     |                             |           |                            |         |
| 2001 | 119,393                     |                             |           |                            |         |
| 2002 | 121,850                     |                             |           |                            |         |
| 2003 | 122,905                     |                             |           |                            |         |
| 2004 | 127,866                     |                             |           |                            |         |
| 2005 | 134,479                     |                             |           |                            |         |
| 2006 | 136,926                     |                             |           |                            |         |
| 2007 | 141,192                     |                             |           |                            |         |
| 2008 | 143,353                     |                             |           |                            |         |
| 2009 | 147,056                     |                             |           |                            |         |
| 2010 | 148,496                     |                             |           |                            |         |
| 2011 | 147,919                     |                             |           |                            |         |
| 2012 | 145,983                     |                             |           |                            |         |
| 2013 | 146,107                     |                             |           |                            |         |
| 2014 | 146,469                     |                             |           |                            |         |
| 2015 | 146,374                     |                             |           |                            |         |
| 2016 | 144,793                     | 52,884                      |           |                            |         |
| 2017 | 139,646                     | 46,953                      |           |                            |         |
| 2018 | 138,692                     | 46,378                      |           |                            |         |
| 2019 | 139,189                     | 45,842                      |           |                            |         |
| 2020 | 106,360                     |                             |           |                            |         |
| 2021 | 104,381                     |                             |           |                            |         |
| 2022 | 107,733                     | 3,629                       | 111,362   |                            | [ 4 ]   |
| 2023 | 104,686                     | 3,913                       | 108,599   |                            |         |
| Nguồn |                             |                             |           |                            |         |
| : Phòng dữ liệu Tổng công ty Vận tải Seoul : Trung tâm Dữ liệu Mở Seoul, Thống kê Đường sắt của Bộ Đất đai, Cơ sở hạ tầng và Giao thông vận tải : Niên giám thống kê đường sắt |                             |                             |           |                            |         |

### Quá tải hành khách
Trong một cuộc khảo sát được tiến hành vào năm 2011 bởi Bộ cơ sở hạ tầng và giao thông vận tải trên 92 phân cấp hành chính trên toàn quốc gia, báo cáo rằng Ga Sillim là điểm dừng giao thông công cộng đông đúc thứ năm sau Ga Gangnam, Ga Jamsil, Ga Sadang và Ga Seolleung.

## Tai nạn – Sự cố
- Vào ngày 14 tháng 3 năm 2005, khoảng 6 giờ chiều, một người đàn ông 32 tuổi đã bị một đoàn tàu đi vào Ga Bongcheon từ Ga Sillim trên Tuyến 2 đâm chết.

- Sáng ngày 23 tháng 4 năm 2018, do sự cố cửa chắn sân ga tuyến số 2 nên các đoàn tàu bị chậm chuyến như tuyến số 7 trong giờ cao điểm.[8]

- Vào khoảng 13 giờ ngày 27 tháng 6 năm 2022, chuông báo cháy bị trục trặc do khói tại nhà ga tuyến Sillim, dẫn đến sự chậm trễ ở cả hai hướng của tuyến Sillim.[9]

- Vào khoảng tháng 12 năm 2022, cổng của Ga Sillim tạm thời bị đóng do trần của Ga Sillim trên Tuyến Sillim bị rò rỉ.

### Vụ đâm dao tại ga Sillim
Vào ngày 21 tháng 7 năm 2023, vào khoảng 14 giờ 10 phút, một người đàn ông ở độ tuổi 30, tên là Jo, đã đâm một người đàn ông ở độ tuổi 20 tại bãi đậu xe trên mặt đất gần lối vào số 4 của ga Sillim, Sillim-dong, Gwanak-gu, Seoul, giết chết một người đàn ông ở độ tuổi 20 và làm bị thương ba người đàn ông.

## Thư viện

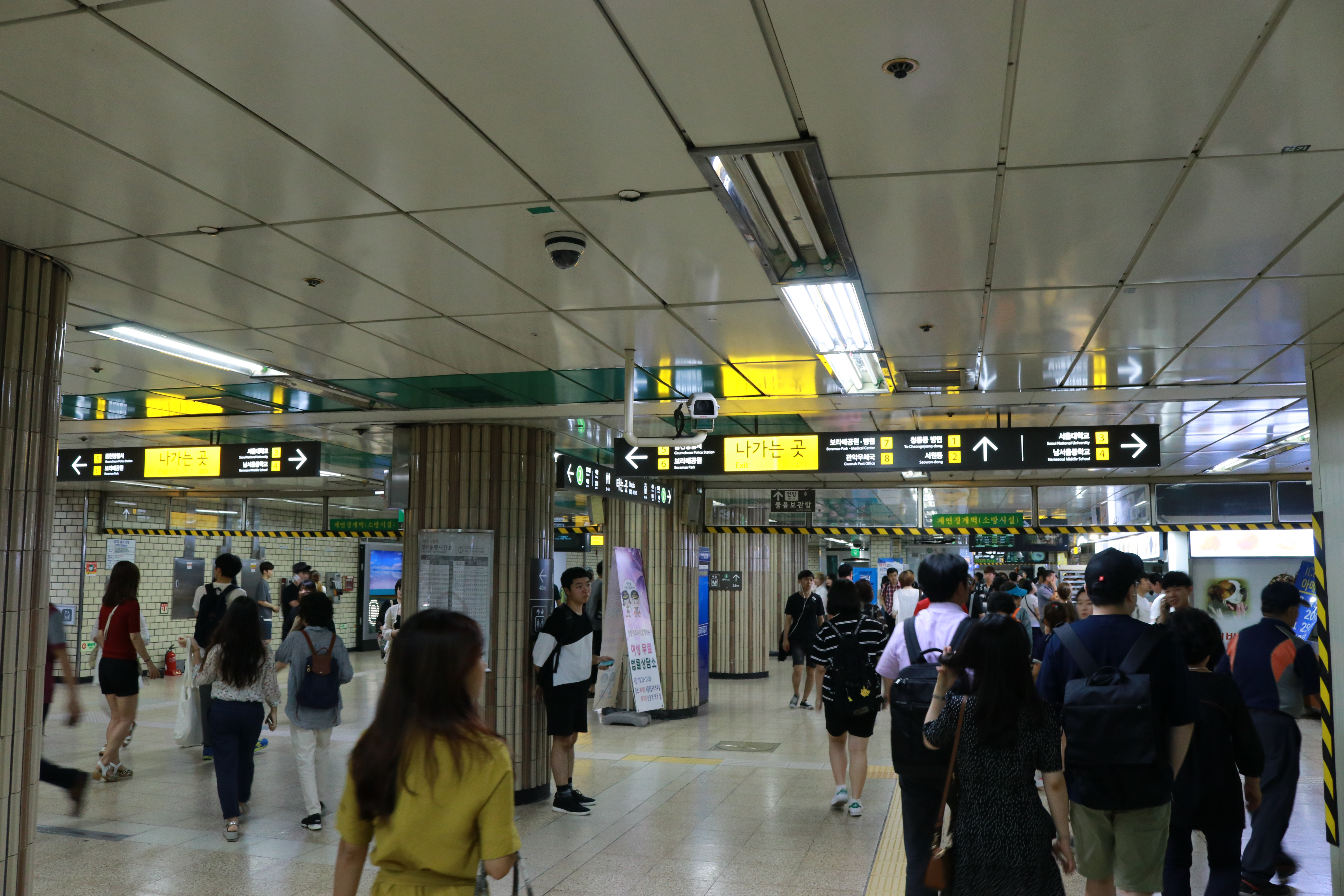
Tầng chờ
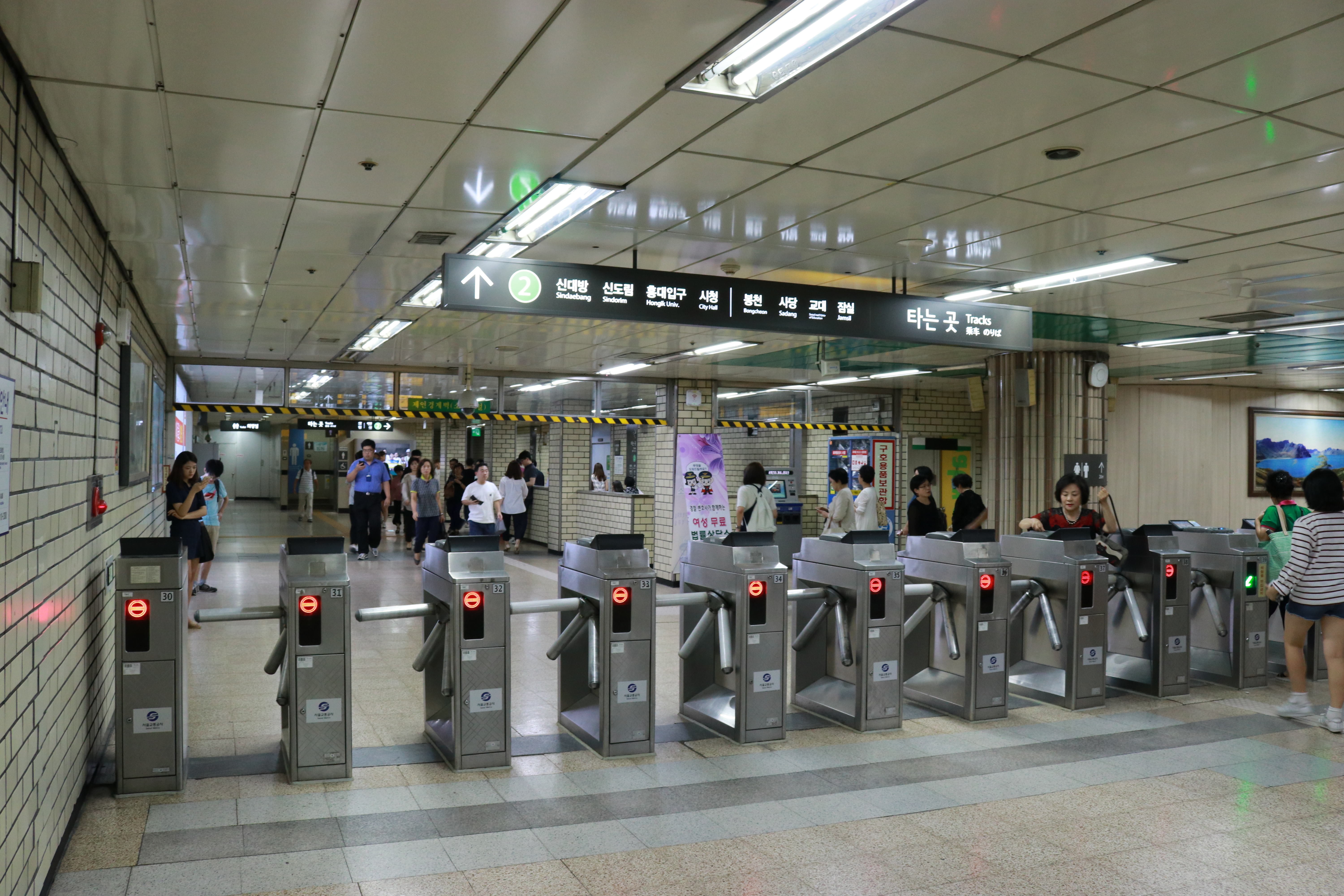
Cửa soát vé
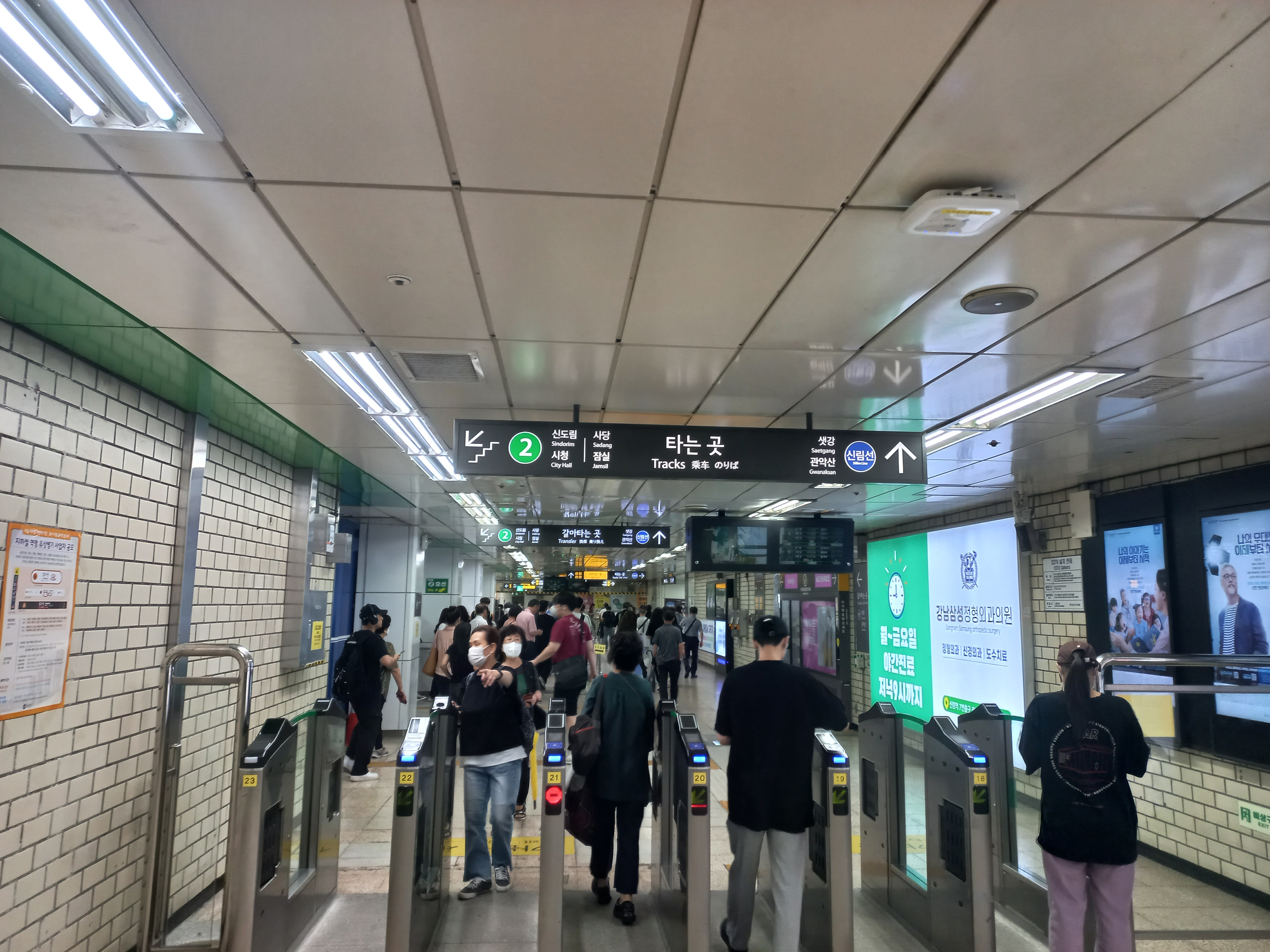
Cửa soát vé 2
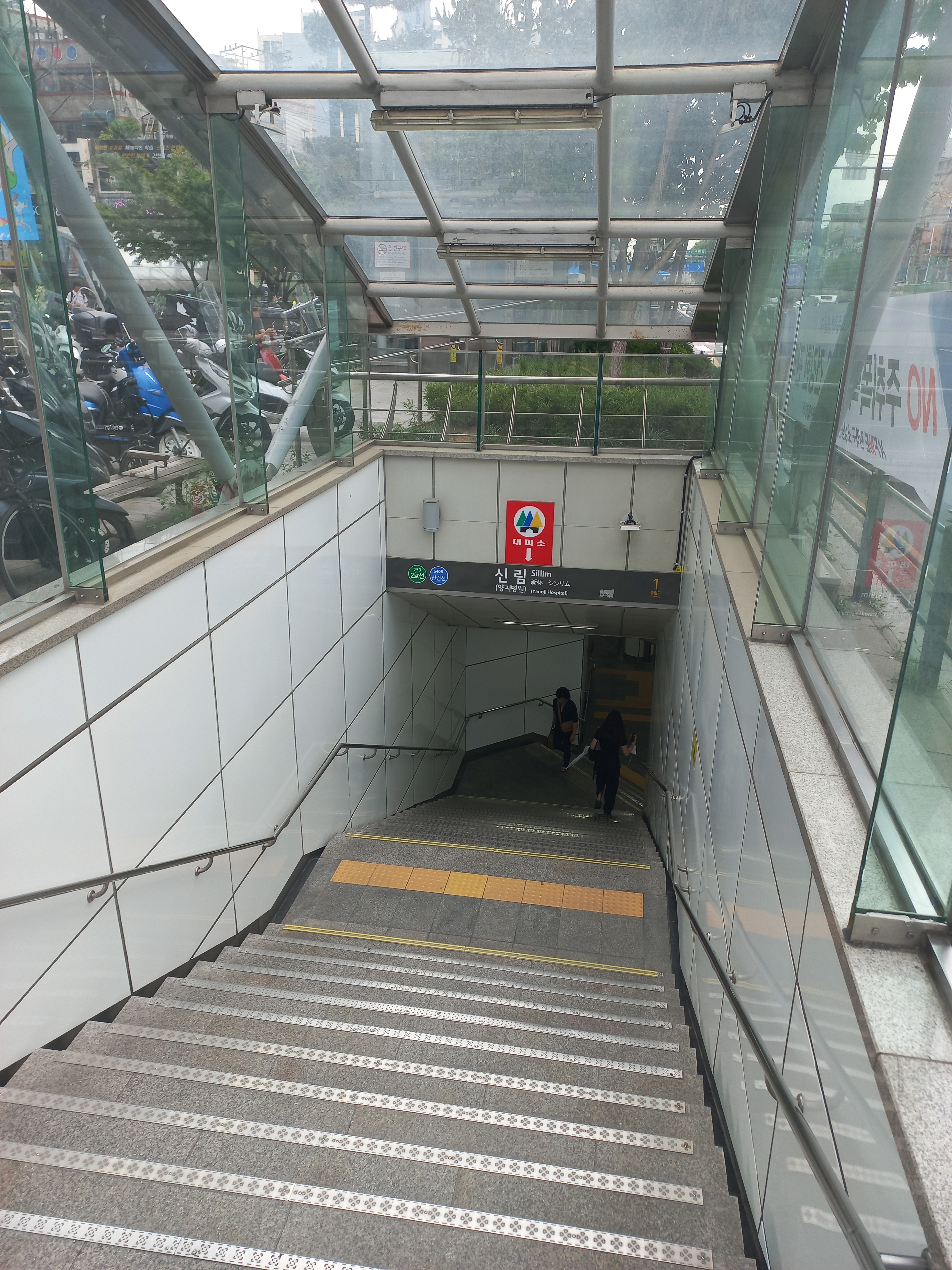
Lối ra số 1
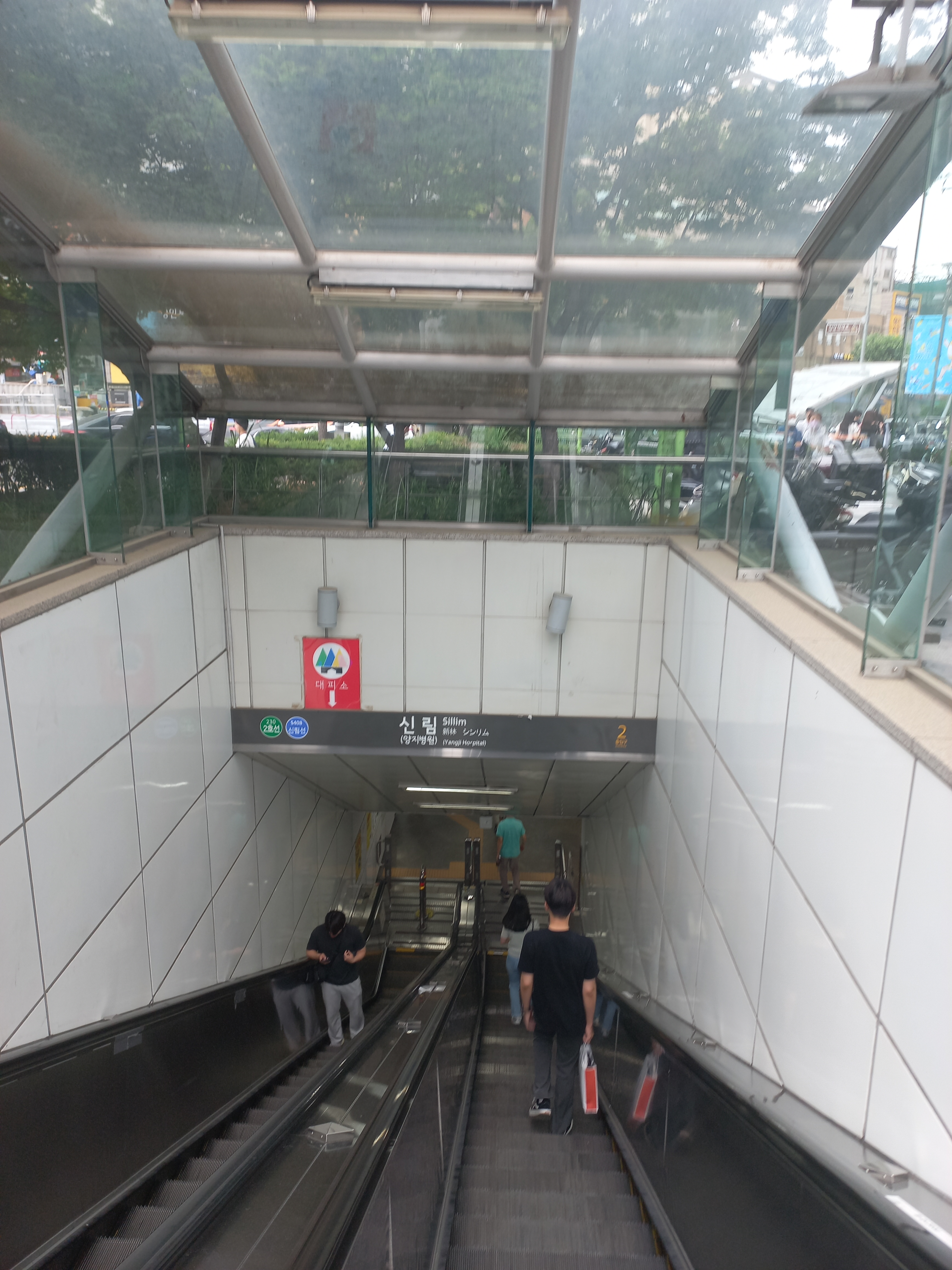
Lối ra số 3
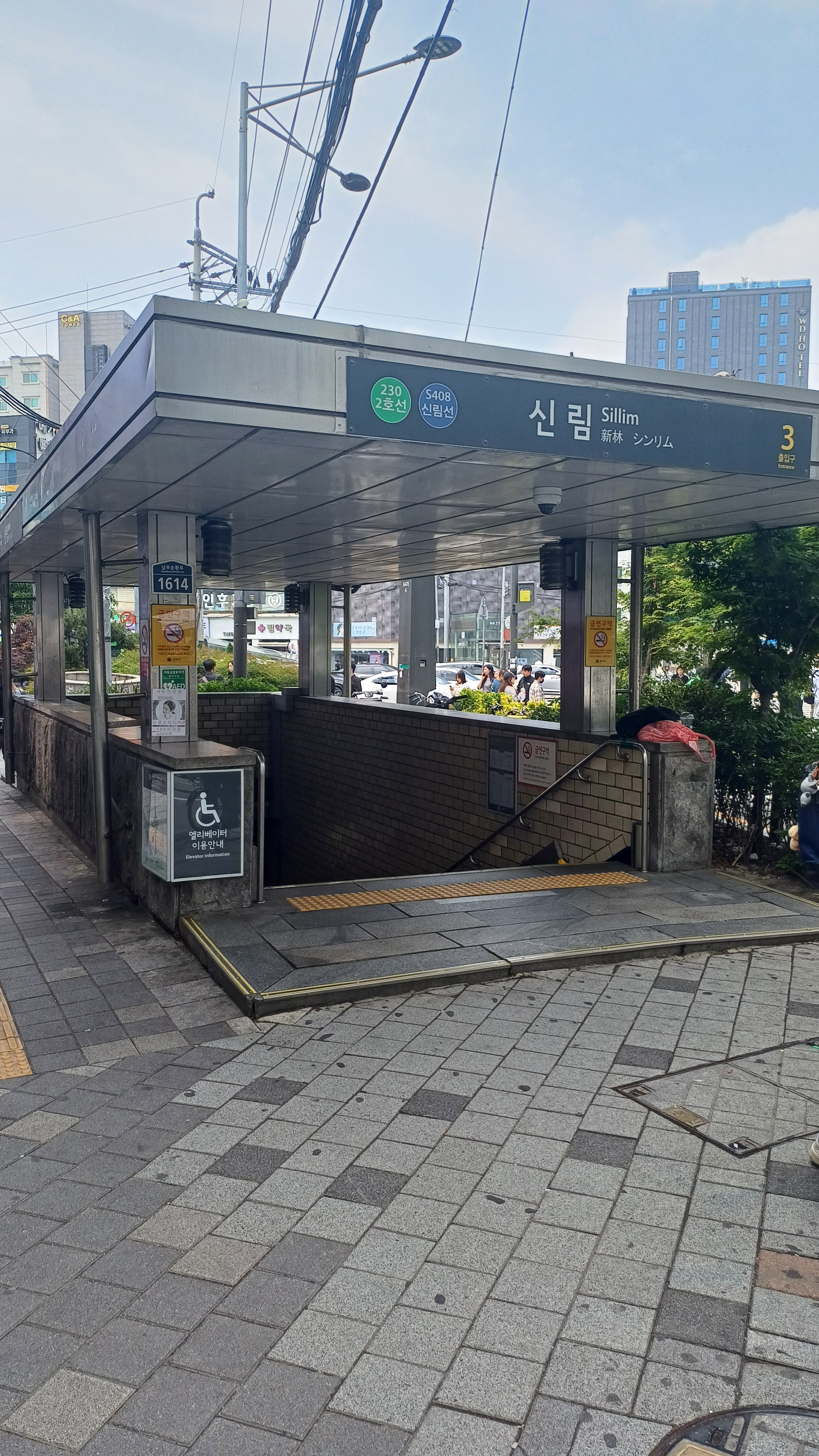
Lối ra số 3
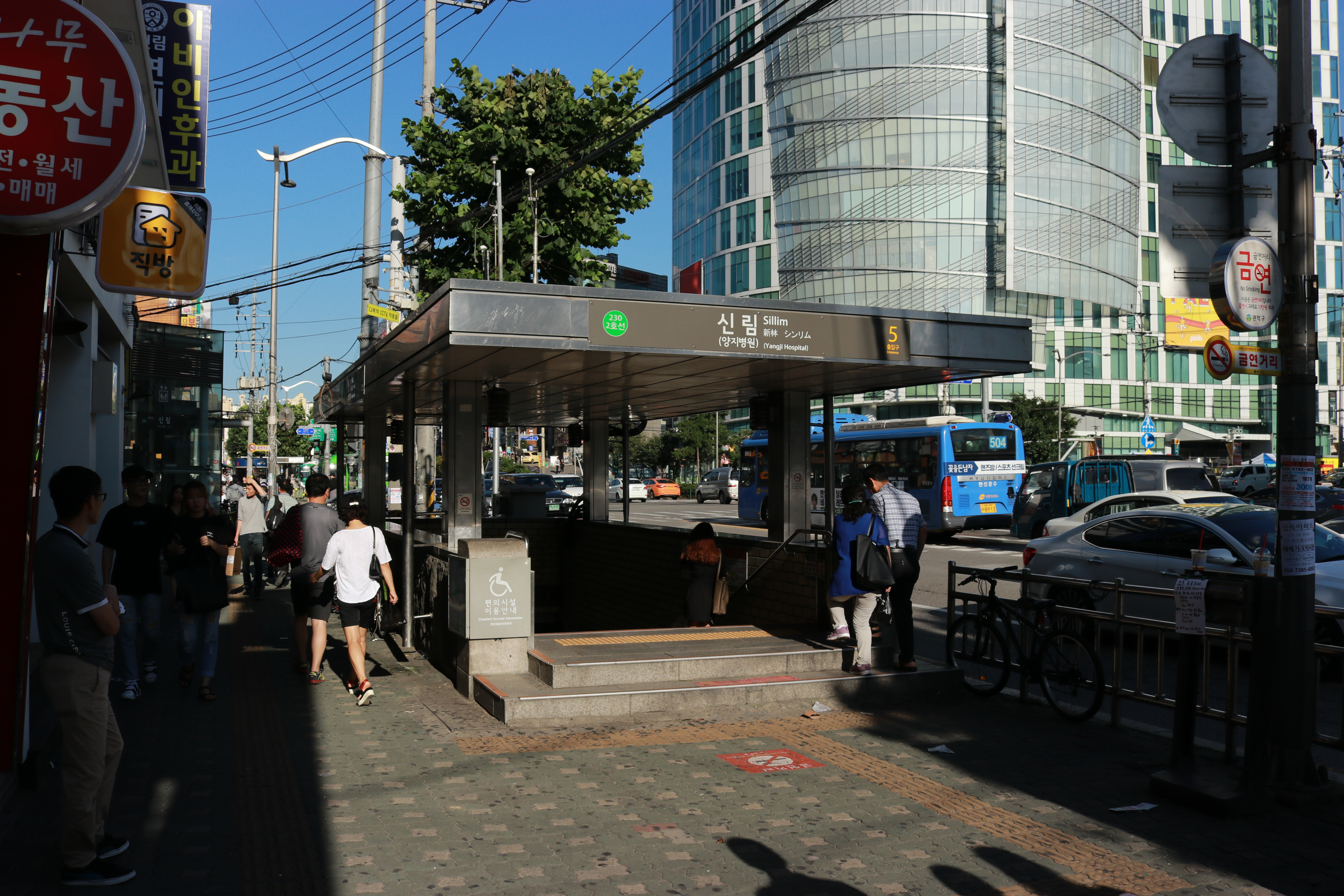
Lối ra số 5 (đang thi công lắp đặt thang cuốn)
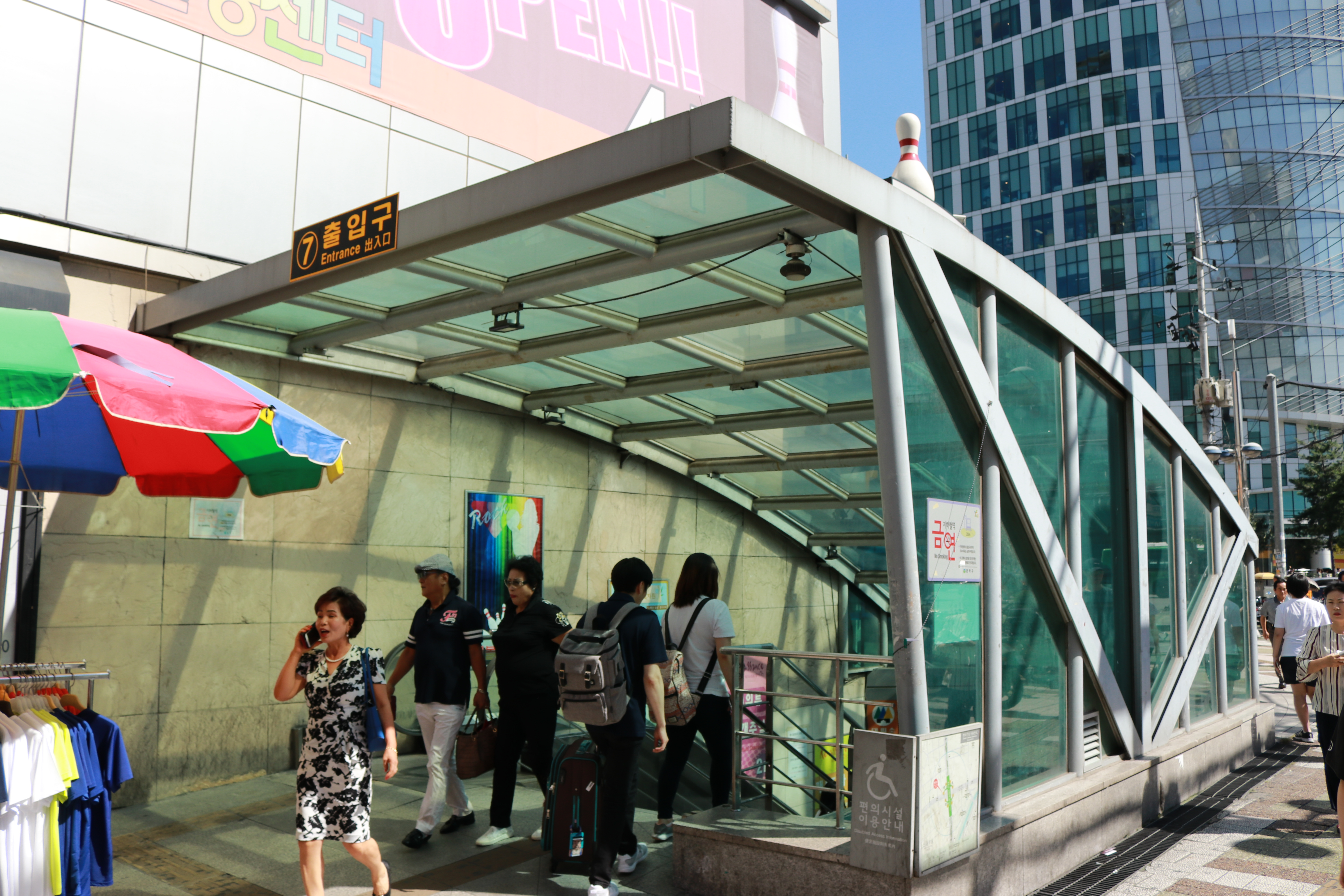
Lối ra số 7
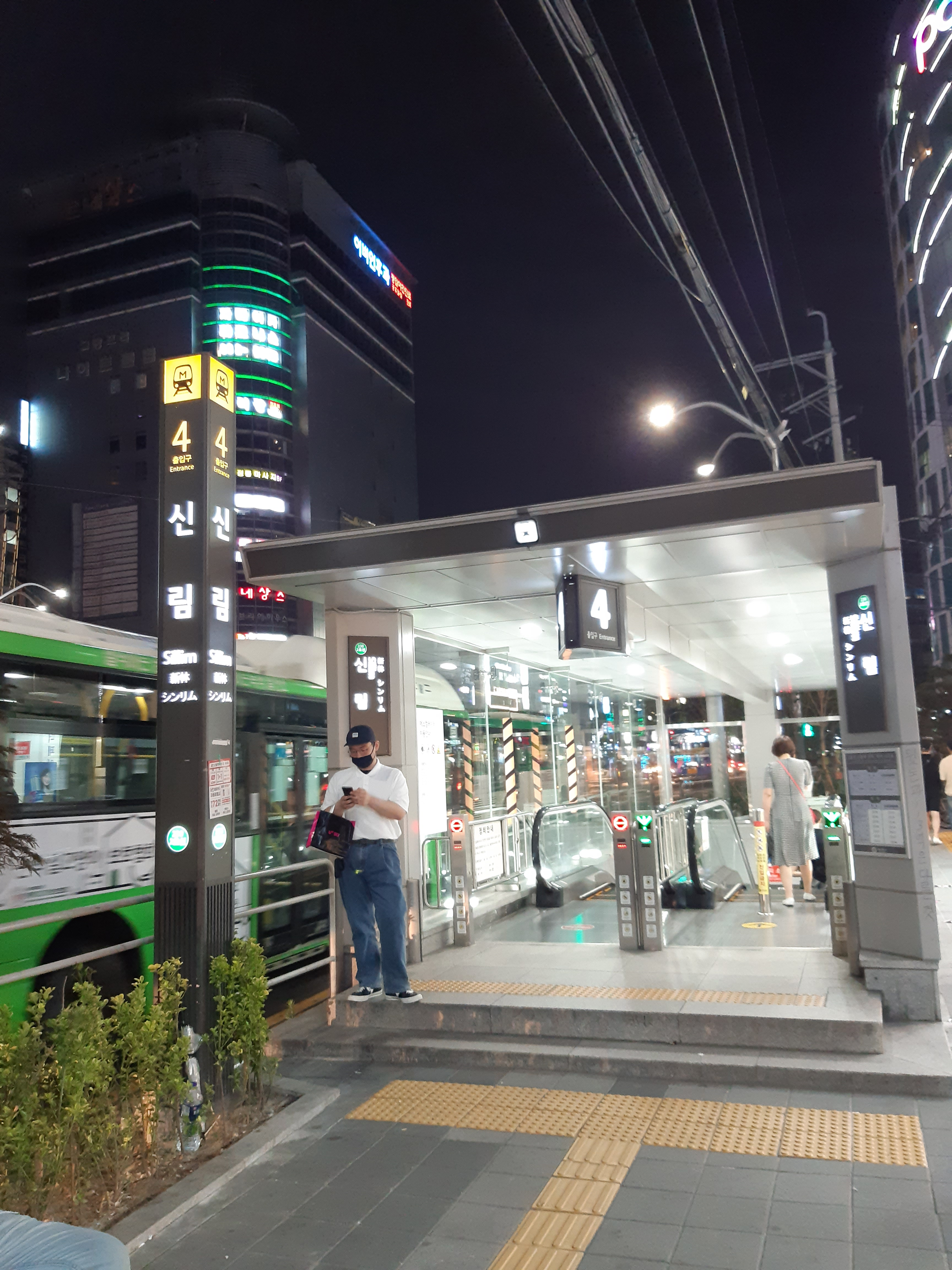
Lối ra số 4
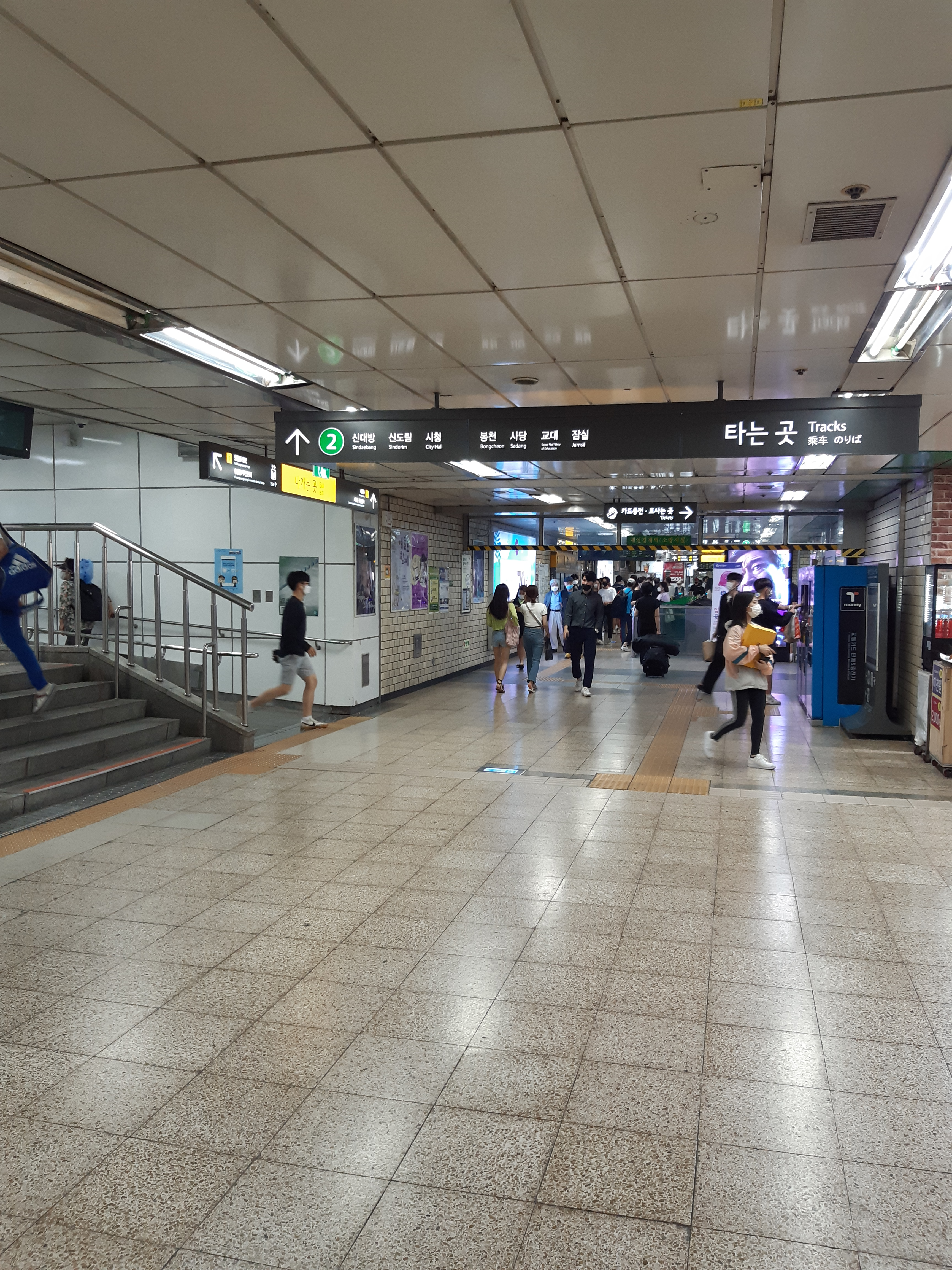
Ảnh chụp từ phòng chờ theo hướng ra 1 và 2
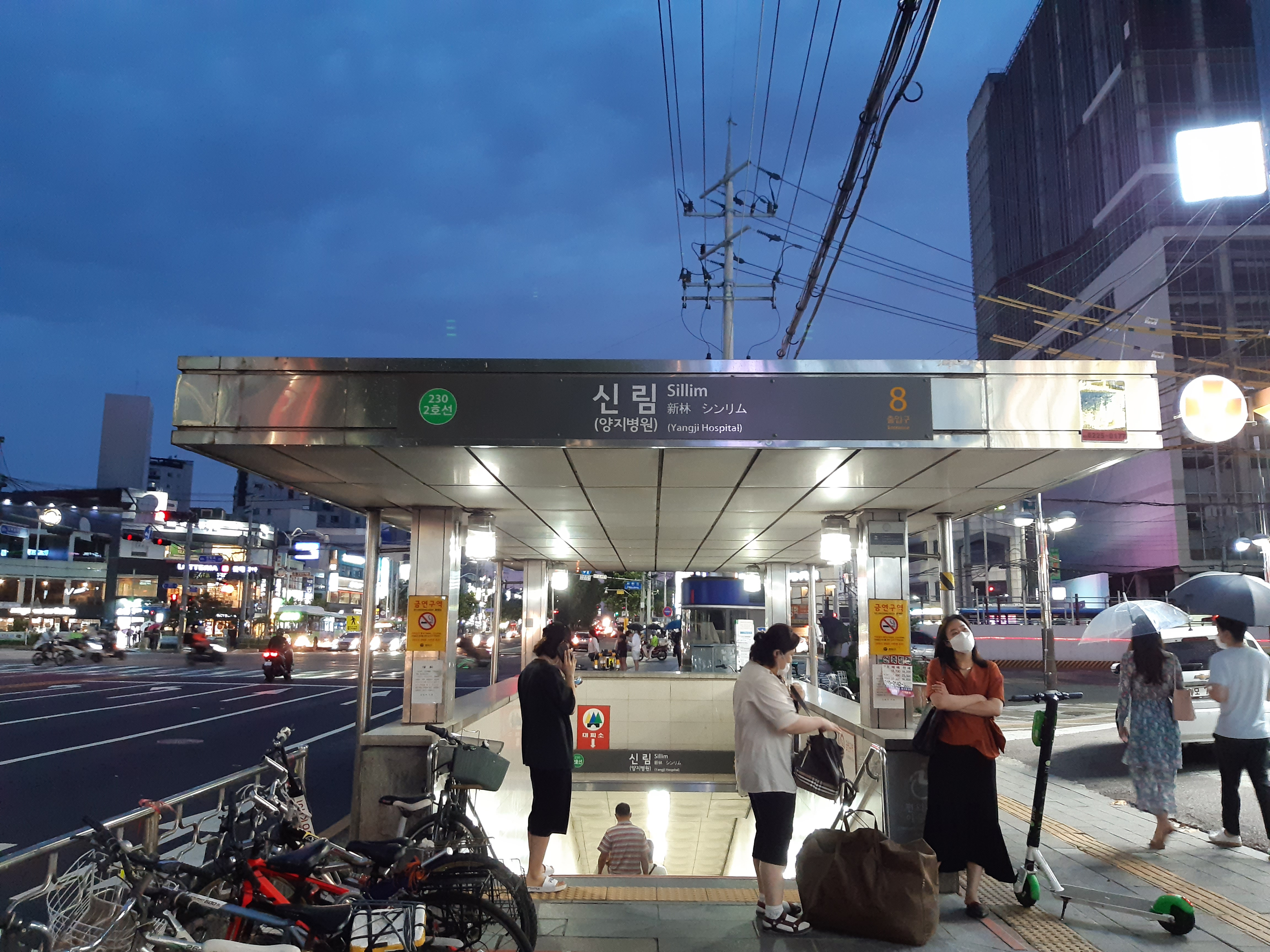
Lối ra số 8 (đang thi công lắp đặt thang cuốn)
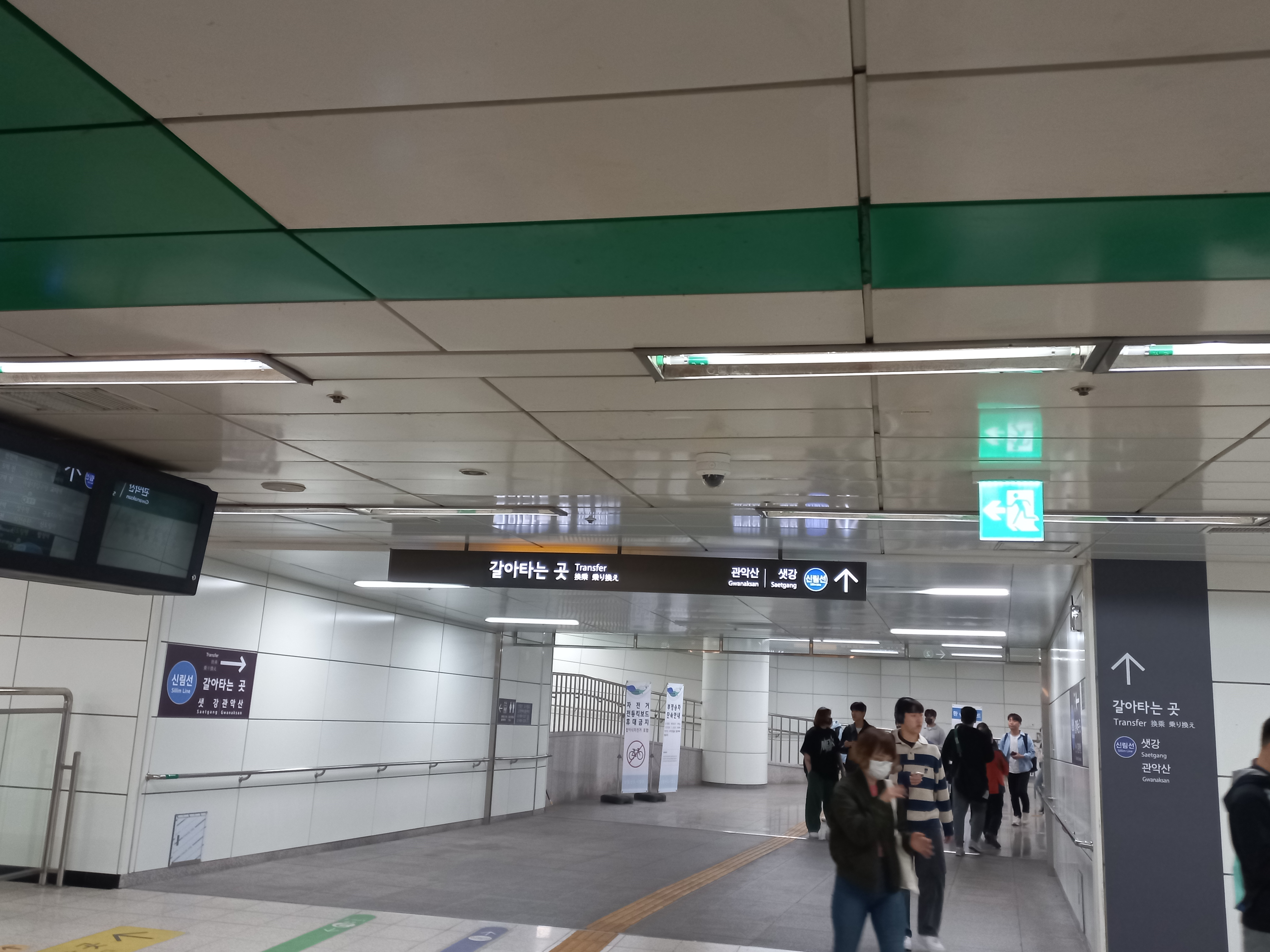
Lối đi chuyển tuyến